# Тридесети пехотен шейновски полк
Тридесети пехотен шейновски полк е български полк.

## Формиране
Тридесети пехотен шейновски полк е формиран в Стара Загора под името Шести пехотен резервен полк на 12 януари 1900 година с указ № 8, съгласно указ № 9 от 1 януари 1899 година в състав четири пехотни и една погранична рота. На 29 декември 1903 година с указ № 84 на княз Фердинанд I се развръща от една в две дружини и се преименува на 30-и пехотен шейновски полк. Установява се на гарнизон в Търново Сеймен и е част от състава на 1-ва бригада на 8-а пехотна тунджанска дивизия

## Балкански войни (1912 – 1913)
През Балканската война (1912 – 1913) участва в обсадата на Одрин, води сражения при Булгаркьой, Кадъкьой, Коюнлий, Юруш и Картал тепе. Пета рота от полка участва в първото сражение на Балканската война при връх Курт Кале, над с. Мезек, Свиленградско. В памет на загиналите войни от полка, впоследствие върхът е преименуван на Шейновец – име, което носи днес. На върха има паметник в чест на загиналите бойци от полка.
По време на Междусъюзническата война (1913) се сражава със сръбски части при река Брегалница, Ежево и връх Повиен. Участва в боя на Малка Нидже.

## Първа световна война (1915 – 1918)
Полкът взема участие в Първата световна война (1915 – 1918) в състава на 1-ва бригада от 8-а пехотна тунджанска дивизия.
При намесата на България във войната полкът разполага със следния числен състав, добитък, обоз и въоръжение:
| Числен състав                                       | Добитък             | Обоз                                                    | Въоръжение                           |
| --------------------------------------------------- | ------------------- | ------------------------------------------------------- | ------------------------------------ |
| Офицери: 54 Чиновници: 4 Подофицери и войници: 4623 | Коне: 499 Волове: 6 | Обикновени коли: 75 Товарни коли: 371 Специални коли: 4 | Пушки и карабини: 4350 Картечници: 4 |

През 1915 година полкът се сражава при Гола чука, Орехова глава и връх Барне. На следващата година се сражава при Лерин, Арменохор, Песъчница, Баница, Малка Нидже, Горничево, Вощарани, Брод и други. От 1917 се премества на линията Ветерник-Баховски рид-Димова поляна.
На 18 април 1917 година от кадър на 10–и, 30–и пехотен полк и 9–а погранична дружина се формира 85-и пехотен полк, който е демобилизиран на 22 октомври 1918 г., като кадрите му се привеждат в 30-и пехотен полк.
През 1918 година полкът води боеве при Добро поле и от 17 до 30 септември участва в изтеглянето на частите по посока на Клисели-Врадище и Гьоземел.

## Между двете световни войни
На 21 юли 1919 година съгласно заповед № 41 и в изпълнение на клаузите на Ньойския мирен договор полкът е разформиран, като от състава му се създава 3-та дружина от 10-и пехотен родопски полк. На 5 юни 1937 година, съгласно поверителна заповед № 25 23-ти пехотен шипченски полк се преименува на 30-и пехотен шейновски полк.

## Втора световна война (1941 – 1945)
През Втора световна война (1941 – 1945) полкът е на Прикриващия фронт (1941 – 1942). След 9 септември е включен в състава на 3-та пехотна балканска дивизия. Взема участие във втората фаза на заключителния етап на войната, като се сражава в Мурската операция и в боевете при Караш, Ледине, Молве, Логано, Петеранец. Към полка се числи и гвардейска рота. 
По времето когато полкът е на фронта или на Прикриващия фронт, в мирновременния му гарнизон се формира 30-а допълваща дружина.

## След 1945 година
От 1949 година полкът носи явното наименование поделение 9130, от юни 1950 г. се преименува на 30-и стрелкови полк, а от ноември-на 49-и стрелкови полк с явно наименование под.55340. През 1961 г. полкът се преименува на 46-и мотострелкови полк, а от 1978 г. е с явно наименование под.22120.
През 2001 година полкът е разформирован.

## Наименования
През годините полкът носи различни имена според претърпените реорганизации:
- Шести пехотен резервен полк (1900 – 29 декември 1903)
- Тридесети пехотен шейновски полк (29 декември 1903 – 21 юли 1919)
- Тридесети пехотен шейновски полк (1937 – 1950)
- Тридесети стрелкови полк (1950)
- Четиридесет и девети стрелкови полк (1950 – 1960)
- Четиридесет и девети мотострелкови полк (1961 – 1989)

## Командири
Званията са към датата на заемане на длъжността.
| №   | звание       | име                  | дати                              |
| --- | ------------ | -------------------- | --------------------------------- |
| 1.  | Подполковник | Иван Димитров        | 1900 – 1907                       |
| 2.  | Подполковник | Христо Семерджиев    | 1907 – 1909                       |
| 3.  | Подполковник | Тилю Колев           | 1909 – 1910                       |
| 4.  | Майор        | Юрдан Колчаков       | през 1910                         |
| 5.  | Подполковник | Злати Костов         | 1911 – 1913                       |
| 6.  | Подполковник | Петър Рашков         | 1913 – 1916                       |
|     | Полковник    | Теню Бойдев          | до 22 август 1916                 |
|     | Подполковник | Н. Константинов      | от 22 август 1916                 |
|     | Полковник    | Злати Костов         | Първа световна война              |
|     | Подполковник | Константин Живков    | Първа световна война              |
|     | Подполковник | Димитър Азманов      | от септември 1917 до края на 1917 |
| 6.  | Подполковник | Алекси Дюдюков       | 1918                              |
| 7.  | Подполковник | Димитър Маринов      | 1918                              |
| 8.  | Подполковник | Васил Шишков         | 1919                              |
| 9.  | Майор        | Ангел Касабов        | 1933 – 1938                       |
| 10. | Подполковник | Димитър Владков      | 1938 – 1941                       |
| 11. | Полковник    | Илия Иванов          | 1941 – 1943                       |
| 12. | Полковник    | Стефан Таралежков    | 1943 – 1945                       |
| 13. | Полковник    | Тодор Попов          | 1945 – 1946?                      |
| 13. | Подполковник | Никола Сарачев       | 1946 – 1947? (временно)           |
| 14. | Полковник    | Добри Нейчев         | 1950 – 1954                       |
| 15. | Подполковник | Георги Проданов      | 1954 – 1958                       |
| 16. | Капитан      | Христо Делев         | 1955 – 1956                       |
| 17. | Полковник    | Янко Статев          | 1958 – 1963                       |
| 18. | Подполковник | Павел Павлов         | 1963                              |
| 19. | Подполковник | Христо Плачков       | 1963 – 1969                       |
| 20. | Подполковник | Гочо Динев           | 1969 – 1972                       |
| 21. | Полковник    | Ванко Димитров       | 1972 – 1975                       |
| 22. | Полковник    | Димитър Николов      | 1975 – 1978                       |
| 23. | Майор        | Тома Томов           | 1978 – 1982                       |
| 24. | Капитан      | Стойчо Савов         | 1982 – 1985                       |
| 25. | Майор        | Петко Петков         | 1985 – 1986                       |
| 26. | Майор        | Димитър В. Димитров  | 1986 – 1988                       |
| 27. | Майор        | Димитър Ст. Димитров | 1988 – 1992                       |
| 28. | Подполковник | Христофор Иванов     | 1992 – 1997                       |
| 29. | Подполковник | Мирослав Маринов     | 1997 – 1998                       |
| 30. | Подполковник | Нейко Ненов          | 1998 – 2000                       |
| 31. | Подполковник | Груди Ангелов        | 2000 – 2001                       |

Други командири: полк. Иван Койчев (между 1931 и 1938), подполк. Дамян Бейнов (1944), полк. Спасов (към 1904)